# BINAC
BINAC (Binari Automatic Computer) era un computador de vàlvules dissenyat per l'Empresa Aeronàutica de Northrop per la Corporació de Computadors Eckert-Mauchly (EMCC) el 1949. Eckert i Mauchly, encara que havien començat el disseny d'EDVAC a la Universitat de Pennsilvània, van decidir deixar els estudis i començar EMCC, la primera empresa de computadors. BINAC era el seu primer producte, el primer computador de programa emmagatzemat en els Estats Units; el BINAC és però erròniament anomenat com el primer computador digital comercial del món.

## Arquitectura
El BINAC consistia en un serial de bits d'un computador binari amb dos CPUs independents. El CPU contínuament comparava resultats per comprovar els errors causats per fallades de maquinari.Es va utilitzar aproximadament 700 vàlvules de buit. L'índex de rellotge era 4.25 MHz (1 MHz segons una font) que va cedir un temps de paraula d'aproximadament 10 microsegons. El temps d'addició era 800 microsegons i el temps de multiplicació era 1200 microsegons. Dades o programes nous van haver de ser afegits manualment a un sistema octal utilitzant una clau de vuit dígits. BINAC era important per la seva capacitat d'actuar en una alta velocitat aritmètica en números binaris, sense provisions per emmagatzemar caràcters o dígits decimals.

## Acceptació de client
El BINAC va superar un programa de prova (consistia en 23 instruccions) durant el març de 1949, tot i que no va ser plenament funcional. En això consistia la prova:
- 7 de febrer de 1949 - va superar un programa de cinc línies per omplir la memòria del registre A.
- 10 de febrer de 1949 - va superar un programa de cinc línies per comprovar la memòria.
- 16 de febrer de 1949 - va superar un programa de sis línies per omplir la memòria.
- 7 de març de 1949 - va superar 217 iteracions d'un programa de 23 línies per computar quadrats. Encara funcionava correctament quan es va aturar.
- 4 d'abril de 1949 - va superar un programa de cinquanta línies per omplir la memòria i comprovar totes les instruccions. Va funcionar durant 2.5 hores abans de trobar un error. Poc després, va funcionar durant 31.5 hores sense cap error.

Northrop va acceptar el llançament de BINAC el setembre de 1949. Els empleats de Northrop van dir que BINAC mai va treballar correctament després del llançament, tot i que hagués funcionat al taller Eckert-Mauchly. Va ser capaç de superar alguns problemes petits però no va treballar prou bé per ser utilitzat com a màquina de producció. Northrop va atribuir els fracassos al mal empaquetament per a ser repartit; EMCC va dir que els problemes eren a causa d'errors de muntatge de la màquina. (Northrop, citant consideracions de seguretat, va rebutjar l'accés dels tècnics d'EMCC a prop la màquina després d'això, en comptes, va contractar un equip d'enginyers graduats.)

## Primer manual d'usuari del computador
Els computadors anteriors estaven destinats als departaments universitaris d'enginyeria. Aquests enginyers coneixien bé les màquines, però el BINAC, no destinat a enginyers, necessitava un manual d'ús per als usuaris. Els que tenien cotxe ja estaven acostumats a aquest tipus de manuals, i, de fet, els redacors del manual dels computadors BINAC, es van inspirar en els manuals d'ús dels automòbils.